# Ulysses (film)
Pour plus de détails, voir Fiche technique et Distribution.
Ulysses est un film dramatique britannico-américain réalisé par Joseph Strick, sorti en 1967.
Le film est une adaptation du roman Ulysse de James Joyce.

## Fiche technique
- Titre français : Ulysses
- Réalisation : Joseph Strick
- Scénario : Joseph Strick et Fred Haines d'après le roman Ulysse de James Joyce
- Photographie : Wolfgang Suschitzky
- Musique : Stanley Myers
- Pays d'origine :  Royaume-Uni |  États-Unis
- Genre : Film dramatique
- Date de sortie : 1967

## Distribution
- Milo O'Shea : Leopold Bloom
- Barbara Jefford : Molly Bloom
- Maurice Roëves : Stephen Dedalus
- T.P. McKenna : Buck Mulligan (en)
- Martin Dempsey : Simon Dedalus
- Fionnula Flanagan : Gerty MacDowell
- Joe Lynch : Blazes Boylan
- O. Z. Whitehead : Alexander J. Dowie